# شوجي باين
شوجي باين هي الرواية الأولى للكاتب الإسكتلندي الأمريكي دوغلاس ستيوارت، ونُشرت عام 2020. يحكي قصة أصغر الأطفال الثلاثة، شوجي، الذي نشأ مع والدته المدمنة على الكحول، أغنيس، في الثمانينيات، في عصر تاثشر، من خلال تسليط الضوء على الطبقة العاملة الصناعية في غلاسكو، إسكتلندا.
فازت الرواية بجائزة بوكر 2020. كانت أيضًا أحد المرشحين النهائيين لجائزة الكتاب الوطني للرواية لعام 2020.